# Carsten Larsen
Carsten Larsen (Blemmelyng, 24 april 1959) is een Deense ondernemer.
Larsen groeide op de ”Jørgensminde”hoeve, een minkboerderij op het eiland Bornholm, in de buurt van Aakirkeby.
Na zijn opleiding werkte hij als fotograaf bij Bornholmeren en Bornholms Tidende. Hierna werd hij leidinggevende bij TV2Bornholm, en kreeg daarna meerdere leidinggevende banen in de mediawereld.

Van 1996-1999 was hij baas van het Kopenhaagse Forum.
Hij was eigenaar van een ijsfabriek, een bloemenwinkel, een fotostudio en een pornokanaal in Kopenhagen.
Als directeur van FrederiksborgCentret heeft hij het centrum uitgebouwd tot een cultuurmekka met een omzet van ca. 55 miljoen DKK en 160 werknemers waarvan 35 met een vast contract.